# Archiacanthocephala
Die Archiacanthocephala sind eine Klasse der Kratzwürmer mit obligatorischen Wirtswechsel, die als ausgewachsene Darmparasiten bei Landwirbeltieren, vor allem bei Vögeln, parasitieren. Es handelt sich um etwa 150 mittelgroße bis große Arten mit Körperlängen von einigen Zentimetern bis zu 70 Zentimeter beim Riesenkratzer (Macracanthorhynchus hirudinaceus), der im Darm von Schweinen lebt und als Fehlwirt auch den Menschen befallen kann.

## Merkmale
Die Archiacanthocephala sind vor allem durch ihre Größe und ihr auf Landwirbeltiere beschränktes Wirtsspektrum definiert. Sie besitzen einen Rüssel von länglicher bis kugeliger Gestalt und besitzen keine Dornen auf dem Rumpf. Die Haken auf dem Rüssel sind bei allen Arten spiralig angeordnet und besitzen eine artspezifische Anzahl und Gestalt. Die Rüsselscheide befindet sich an der Rüsselbasis, ihre Wand kann ein- oder zweischichtig sein. Als anatomische Besonderheiten liegen bei ihnen die Hauptstämme des epidermalen Lakunensystems dorsal und ventral, während sie bei den Vertretern der Palaeacanthocephala lateral, also an den Körperseiten, liegen.
Die Weibchen besitzen einen dorsalen und einen ventralen Ligamentsack im Pseudocoel, deren Wände sich im Gegensatz zu denen der Palaeacanthocephala nicht auflösen. Protonephridien finden sich nur bei den besonders großen Arten der Oligacanthorhynchidae. Meistens besitzen die Männchen acht Zementdrüsen und nur wenige Zellkerne im syncytialen Ligament.
Die Eier der Archiacanthocephala sind oval und besitzen keine Ausbuchtungen an den Eipolen.

## Lebensweise
Die Archiacanthocephala haben als einzige Gruppe innerhalb der Kratzwürmer einen vollständigen terrestrischen Lebenszyklus, sie sind also nicht von wasserlebenden Zwischenwirten abhängig. Die Endwirte sind vor allem Vögel und Säugetiere, als Zwischenwirte kommen Insekten und Myriapoda in Frage. So stellen beispielsweise die Larven von verschiedenen Blatthornkäfern, vor allem Mai-, Juni- oder Rosenkäfer die Zwischenwirte des Riesenkratzers dar.

## Systematik
Die Archiacanthocephala beinhalten eine Reihe von Arten in mehreren Ordnungen und Familien:
- Apororhynchida
- Gigantorhynchida
- Moniliformida
  - Moniliformidae
    - Moniliformis
- Oligacanthorhynchida
  - Oligacanthorhynchidae
    - Macracanthorhynchus
    - Prosthenorchis

## Belege

### Zitierte Belege
Die Informationen dieses Artikels entstammen zum größten Teil den unter Literatur angegebenen Quellen, darüber hinaus werden folgende Quellen zitiert:
1. ↑   Systematik nach Encyclopedia of Parasitology 2008, Part 1, 120, doi:10.1007/978-3-540-48996-2_258